# Iron Sky
Iron Sky es un largometraje finlandés-germano-australiano de ciencia ficción humorística de 2012 dirigido por Timo Vuorensola. Ambientada en el año 2018, la película muestra una versión distópica de la historia en la cual la Alemania nazi, tras su derrota en 1945, huye a la cara oculta de la Luna donde construye una flota espacial que aguarda lista para invadir la Tierra. Protagonizada por los actores alemanes Götz Otto, Udo Kier, Tilo Prückner y Julia Dietze en compañía de Christopher Kirby, Peta Sergeant, y Stephanie Paul. 
El filme ha sido realizado por los responsables de Star Wreck: In the Pirkinning y producido por Tero Kaukomaa de Blind Spot Pictures. Los efectos digitales de la película corrieron a cargo de Samuli Torssonen. Johanna Sinisalo y Michael Kalesniko redactaron el guion para el largometraje. El filme fue financiado por Energia Productions, Blind Spot Pictures, New Holland Pictures y 27 Films. 
Su estreno fue el 4 de abril de 2012.
El 20 de mayo de 2012, Tero Kaukomaa anunció que hay planes para una precuela y una secuela del filme, aunque se negó a dar detalles precisos.

## Sinopsis
En 1945, hacia el final de la Segunda Guerra Mundial, los científicos alemanes más destacados del Tercer Reich bajo el mando de Hans Kammler realizan un importante descubrimiento en materia de antigravedad. Envían dos submarinos SS al océano Antártico donde establecen un centro de investigación dedicado al estudio de los viajes espaciales. Desde este lugar, naves espaciales nazis son enviadas a la cara oculta de la Luna donde establecen una base militar denominada Schwarze Sonne (sol negro). Con el paso de los años, la base se convierte en residencia permanente para los nazis que logran escapar de la Tierra. Construyen una gran flota espacial e improvisan su propio armamento mientras estudian la evolución tecnológica de la Tierra, preparando su regreso.
A comienzos del siglo XXI, en 2018, los descendientes de los nazis, bajo las órdenes del General Klaus Adler (Götz Otto) y la Teniente Renate Richter (Julia Dietze), preparan la última batalla con el objetivo de lograr lo que sus predecesores no consiguieron: asegurar la identidad cultural de cada raza en la Tierra. Sin embargo, la nueva Presidenta de los Estados Unidos (Stephanie Paul), tiene sus propios planes y armas para detenerlos. Dado que los Estados Unidos representan la mayor amenaza para tal cometido, los nazis deciden comenzar por el asedio de los Estados Unidos.

## Elenco
- Julia Dietze como Renate Richter.
- Götz Otto como Klaus Adler.
- Christopher Kirby como James Washington.
- Tilo Prückner como el Doktor Richter.
- Udo Kier como Wolfgang Kortzfleisch.
- Peta Sergeant como Vivian Wagner.
- Aglaja Brix como la capitana nazi.
- Stephanie Paul como la Presidente de los Estados Unidos (parodia de Sarah Palin).
- Jorres Risse como un soldado Imperial SS.

## Producción
La producción de Iron Sky comenzó a principios del 2006. En mayo del 2008, el equipo de producción mostró un tráiler en el Festival de Cannes con la intención de atraer patrocinadores. Se firmó un acuerdo de coproducción con la productora de Oliver Damia, 27 Films Productions. Durante la celebración del Festival de Cannes de 2010, Iron Sky firmó un acuerdo de coproducción con la compañía australiana New Holland Pictures, lo que supuso la incorporación de Cathy Overett y Mark Overett como coproductores del filme.
Iron Sky pertenece a una nueva tendencia de producciones, donde también se incluyen: Artemis Eternal, El cosmonauta, A Swarm of Angels, y RiP!: A Remix Manifesto, producida en colaboración con una comunidad en línea de entusiastas cinéfilos, embarcados en la creación de un nuevo estilo de "participatory cinema". En el sitio web WreckaMovie.com, una página colaborativa de cineastas, los productores han invitado a todo aquel interesado en "echar una mano" a participar con sus ideas y creatividad y a leer las tareas dadas a la comunidad.
El 11 de febrero del 2009, se anunció la participación de la actriz alemana Julia Dietze en la película. La banda sonora del largometraje corrió a cargo del grupo esloveno de música industrial Laibach.
El rodaje comenzó en noviembre del 2010, en Frankfurt, tras esto, en enero del 2011, el rodaje continuo en Australia, en los estudios de la productora New Holland Pictures. Los escenarios elegidos en Frankfurt fueron Weseler Werft y Taunusstraße. Iron Sky fue filmada en formato Red camera. El rodaje de Iron Sky concluyó el 6 de febrero del 2011, en estudio para a continuación adentrarse en un proceso de posproducción de diez semanas.

## Estreno
El filme debutó el 11 de febrero del 2012 en la 62.ª edición del Festival Internacional de Cine de Berlín, en la categoría "Panorama Especial". Su estreno en Finlandia fue el 4 de abril; su estreno en Alemania fue el 5 de abril del mismo año respectivamente.

### Recepción
Iron Sky ha sido recibido por críticas mayoritariamente negativas. Para el 5 de junio del 2012, el filme mantuvo una calificación del 36% en Rotten Tomatoes, basado en 36 críticas, sin consenso alguno.

## Mercadotecnia
El 5 de octubre del 2011, Blind Spot Pictures distribuyó una serie de historietas digitales, precuela de la película, titulados Iron Sky: Bad Moon Rising, firmados por el escritor del videojuego finlandés Alan Wake, Mikko Rautalahti e ilustrados en su totalidad por Gerry Kissell, creador de la publicación de IDW Publishing's: Code Word: Geronimo.[cita requerida]